# Système éducatif au Nouveau-Brunswick
L'éducation au Nouveau-Brunswick repose principalement sur un système d'éducation public administré par le gouvernement provincial du Nouveau-Brunswick. Il est précisément sous la responsabilité du ministère de l'Éducation et du Développement de la petite enfance et du ministère de l'Éducation postsecondaire, de la Formation et du Travail.

## Réseau
Le système d'éducation du Nouveau-Brunswick possède deux secteurs séparés, l'un en français et l'autre en anglais. Chaque secteur élabore ses programmes d'études et ses évaluations, tandis que le ministère à la responsabilité du financement et des normes et objectifs du système.
L'éducation obligatoire commence à la maternelle et se poursuit habituellement jusqu'à la 12e année.
En 2009-2010, le réseau comptait 106 394 élèves, dont 30 420 dans le secteur francophone, 58 742 dans le secteur anglophone et 17 232 dans un programme d'immersion en français. L'effectif est en baisse comparativement à 2008-2009, où 108 407 élèves fréquentaient le réseau. Le taux de diplomation était de 82 % en 2009-2010, comparable à celui de 2008-2009. Le taux d'abandon était de 2,2 % en 2009-2010, en baisse comparativement au taux de 2,4 % en 2008-2009. Le nombre moyen d'élèves par classe est de 17,0 à la maternelle mais peut atteindre 21,2 de la première à la huitième année, en baisse depuis 2008-2009. Par contre, le rapport élèves-personnel éducatif était de 13,3 en 2008-2009 et de 13,5 en 2009-2010. L'année scolaire 2009-2010 avait une durée de 185 jours pour les élèves.
Il y a 97 écoles francophones et 225 écoles anglophones, pour un total de 322.
En 2009-2010, il y avait, en équivalent temps plein, 2 347,9 éducateurs dans le secteur francophone et 5 548,4 dans le secteur anglophone, pour un total de 7 896,3. Lors de la même année scolaire, il y avait 1 843,2 membres du personnel de soutien professionnel et non-éducatif dans le secteur francophone et 3 782,7 dans le secteur anglophone, pour un total de 5 625,9. Les femmes composent 75 % du personnel éducatif. L'âge moyen est de 36 ans et 56 % ont au moins 10 ans d'expérience.

## Histoire

### Système public
L'éducation publique au Nouveau-Brunswick a suivi une lente évolution depuis son implantation en 1819. Le réseau faisait face à un problème de financement, d'accès et de qualité, en plus d'un manque d'intérêt de la population. La Loi des écoles de paroisse de 1858 tente de rendre l'éducation plus accessible et d'en augmenter la qualité, en plus d'instaurer l'élection de trois syndics (commissaires) scolaires au niveau des paroisses civiles. Des imprécisions dans la loi causent une prolifération des écoles confessionnelles dans la province. Par ailleurs, le financement des écoles reste la responsabilité des parents des élèves inscrits, signifiant que les populations plus pauvres ont tendance à avoir une mauvaise éducation. Pendant plusieurs années, la Confédération canadienne, le Chemin de fer Intercolonial, la fin du Traité de réciprocité canado-américain et les Raids féniens monopolisent la politique du Nouveau-Brunswick, au détriment de l'éducation.

### Question des écoles du Nouveau-Brunswick

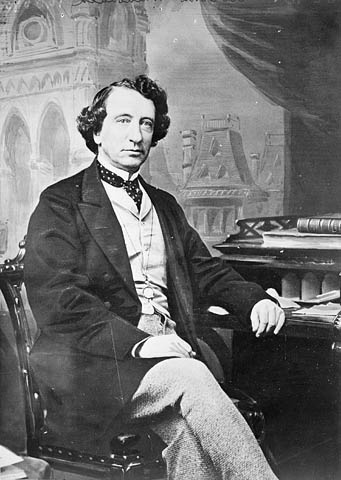
Le premier ministre du Canada John A. MacDonald en 1868, archives nationales du Canada.

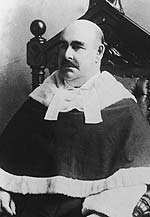
Le premier ministre du Nouveau-Brunswick George Edwin King.

En 1869, le premier ministre George Edwin King prépare un projet de loi destiné à réformer le système d'éducation de la province. Face à l'opposition des principaux journaux catholiques, soit Le Moniteur acadien et The Morning Freeman, et aussi pour éviter de perdre le pouvoir, King retire son projet juste avant l'élection de 1870 et est réélu. Le projet de loi est réintroduit à l'Assemblée législative du Nouveau-Brunswick en 1871. La Loi 87, ou Loi des écoles communes, (officiellement Common School Act en anglais), instaure les commissions scolaires et une taxe scolaire, rend les écoles non confessionnelles et interdit les symboles religieux. Malgré l'opposition de certains députés et une bataille médiatique, le projet de loi est adopté le 5 mai 1871.
Un mouvement se forme pour protéger les écoles catholiques, avec comme chefs de file les évêques Sweeney et Rogers. L'affaire se déplace à la Chambre des communes du Canada. Le premier ministre John A. Macdonald refuse de défendre les catholiques, prétextant le partage des pouvoirs qui garantit le contrôle de l'éducation aux provinces. Les députés sont divisés à ce sujet, un amendement de la Constitution est proposé et le gouvernement du Nouveau-Brunswick sous-entend quitter la Confédération si le débat continue. Une motion de défiance est lancée contre Macdonald, mais n'a pas d'effet et les députés conservateurs du Québec, le parti du premier ministre, se rangent derrière leur chef. À l'élection de 1872, les conservateurs perdent 7 députés au Québec, dont George-Étienne Cartier, mais Macdonald est tout de même reporté au pouvoir. Cette élection favorise le nationalisme québécois, avec entre autres la victoire d'Honoré Mercier. Ce dernier livre le 14 mai 1873 un discours patriotique pour la cause des catholiques du Nouveau-Brunswick, qui rallie la plupart des députés Canadiens français. Une motion proposée par John Costigan demande d'envoyer l'affaire devant le Comité judiciaire du Conseil privé, à Londres. La motion est votée le 15 mai 1873, qui, avec le Scandale du Pacifique, force Macdonald à donner le pouvoir au Parti libéral d'Alexander Mackenzie. Lors de l'élection de 1874, Honoré Mercier n'est pas autorisé à être candidat libéral, malgré sa défense des catholiques. Le gouvernement de Mackenzie sort vainqueur de l'élection et écarte aussitôt Anglin du débat, en le nommant Président de la Chambre des communes ; aucun catholique du Nouveau-Brunswick n'est à présent membre du cabinet. De plus, le Discours du Trône ne fait aucunement mention de la Question des écoles. Le 17 juillet 1874, les membres du Comité judiciaire du Conseil privé déterminent qu'ils n'ont rien à voir avec l'application de la Loi 87.
Entretemps, l'opposition catholique au Nouveau-Brunswick est réprimée.

## Langue d'enseignement
Le système d'éducation néo-brunswickois est géré et structuré selon le principe de la dualité linguistique. Il reconnait donc deux secteurs d'éducation distincts, l'un francophone et l'autre anglophone, dans le but de promouvoir et de sauvegarder chaque communauté linguistique officielle de la province. Le Programme d’immersion en français s’adresse exclusivement aux élèves qui désirent 
acquérir un niveau de compétence dans leur deuxième langue officielle. Les parents n’ont pas le droit d’inscrire leur enfant à un programme d’immersion en 
français si ce celui-ci s’exprime couramment en français. Un tel placement irait à l’encontre du droit de l’élève à un enseignement pertinent et pourrait créer un désavantage injustifié pour les autres élèves du programme.
La majorité anglophone de la province a un droit acquis à l'éducation en anglais. L'article 23 de la Charte canadienne des droits et libertés, adoptée en 1982, garantit également le droit à l'enseignement en français pour la minorité francophone. Les articles 4, 5 et 11 de la Loi sur l'éducation touchent également la langue d'enseignement, ainsi que la politique 321 qui en découle.

### Critères d'admission
Un élève peut seulement être admis dans une école anglophone s'il respecte l'un ou l'autre de ces critères : il a une compétence linguistique de l'anglais, il est bilingue ou ne connait ni l'anglais ni le français. Un élève francophone ou bilingue ne peut être inscrit dans un programme d'immersion française dans une école anglophone.
Un élève peut seulement être admis dans une école francophone s'il respecte l'un ou l'autre de ces critères : il a une compétence linguistique du français, il est bilingue, il ne connait ni le français ni l'anglais, s'il est l'enfant d'un parent canadien, recevant ou ayant reçu une éducation en français ailleurs au Canada ou dont les frères et sœurs ont reçu ou reçoivent une éducation en français ailleurs au Canada ou s'il a un parent canadien résidant au Nouveau-Brunswick dont la langue première apprise et encore comprise est le français ou qui a été instruit en français au Canada ; un élève répondant aux deux derniers critères peut être admis même s'il n'a pas une connaissance suffisante du français. Une épreuve de compétences linguistiques peut être exigée dans certains cas. Les parents peuvent interjeter appel d'une décision.
| École anglophone                                         | École anglophone                               | École francophone |
| -------------------------------------------------------- | ---------------------------------------------- | --- |
| Critères généraux                                        | Programme d'immersion française                | *Compétence linguistique du français *Bilingue *Allophone *Enfant d'un parent canadien, recevant ou ayant reçu une éducation en français ailleurs au Canada ou dont les frères et sœurs ont reçu ou reçoivent une éducation en français ailleurs au Canada *Enfant d'un parent canadien résidant au Nouveau-Brunswick dont la langue première apprise et encore comprise est le français ou qui a été instruit en français au Canada |
| *Compétence linguistique en anglais *Bilingue *Allophone | *Interdit aux élèves francophones ou bilingues | *Compétence linguistique du français *Bilingue *Allophone *Enfant d'un parent canadien, recevant ou ayant reçu une éducation en français ailleurs au Canada ou dont les frères et sœurs ont reçu ou reçoivent une éducation en français ailleurs au Canada *Enfant d'un parent canadien résidant au Nouveau-Brunswick dont la langue première apprise et encore comprise est le français ou qui a été instruit en français au Canada |

### Programmes de langue seconde
En vertu de l'article 6 de la Loi sur l'enseignement, la politique 309 définit les normes du programme de français langue seconde. Le gouvernement souhaite en effet que le programme scolaire soit inclusif et équitable et que tous les élèves puissent apprendre les deux langues officielles de la province. Pour respecter son objectif d'avoir 70 % des élèves anglophones ayant un niveau intermédiaire de français à la 10e année, ceux-ci sont exposés à la langue et à la culture francophone (acadienne) dès la maternelle.
Les élèves des écoles francophones suivent obligatoirement un cours d'anglais langue seconde dès la 3e année.
| Années | Programmes                                                  | Programmes                                                  | Programmes                                                  |
| ------ | ----------------------------------------------------------- | ----------------------------------------------------------- | ----------------------------------------------------------- |
| M      | Anglais universel (combiné aux compétences d'apprentissage) | Anglais universel (combiné aux compétences d'apprentissage) | Anglais universel (combiné aux compétences d'apprentissage) |
| 1      | Anglais universel (combiné aux compétences d'apprentissage) | Anglais universel (combiné aux compétences d'apprentissage) | Anglais universel (combiné aux compétences d'apprentissage) |
| 2      | Anglais universel (combiné aux compétences d'apprentissage) | Anglais universel (combiné aux compétences d'apprentissage) | Anglais universel (combiné aux compétences d'apprentissage) |
| 3      | Immersion précoce en français                               | Anglais principal (combiné aux expériences d'apprentissage) | Anglais principal (combiné aux expériences d'apprentissage) |
| 4      | Immersion précoce en français                               | Anglais principal (combiné au français pré-intensif)        | Anglais principal (combiné au français pré-intensif)        |
| 5      | Immersion précoce en français                               | Anglais principal (combiné au français intensif)            | Anglais principal (combiné au français intensif)            |
| 6      | Immersion précoce en français                               | Anglais principal (combiné au français post-intensif)       | Immersion tardive en français                               |
| 7      | Immersion précoce en français                               | Anglais principal (combiné au français post-intensif)       | Immersion tardive en français                               |
| 8      | Immersion précoce en français                               | Anglais principal (combiné au français post-intensif)       | Immersion tardive en français                               |
| 9      | Immersion précoce en français                               | Anglais principal (combiné au français post-intensif)       | Immersion tardive en français                               |
| 10     | Immersion précoce en français                               | Anglais principal (combiné au français post-intensif)       | Immersion tardive en français                               |
| 11     | Programme mixte                                             | Programme mixte                                             | Programme mixte                                             |
| 12     | Programme mixte                                             | Programme mixte                                             | Programme mixte                                             |

### Programmes de langue maternelle et de langue étrangère
L'enseignement obligatoire de la langue maternelle, française ou anglaise, débute dès la maternelle. Des cours d'espagnol sont offerts aux élèves de 12e année.

## Éducation maternelle, élémentaire et secondaire
| Âge (ans)                    | 3          | 4          | 5                                 | 6                                 | 7                                 | 8                                 | 9                                 | 10                                | 11                                | 12                         | 13                         | 14                         | 15                          | 16                          | 17                          | 18 |
| ---------------------------- | ---------- | ---------- | --------------------------------- | --------------------------------- | --------------------------------- | --------------------------------- | --------------------------------- | --------------------------------- | --------------------------------- | -------------------------- | -------------------------- | -------------------------- | --------------------------- | --------------------------- | --------------------------- | -- |
| Nouveau-Brunswick (français) |            |            | Mat.                              | École élémentaire                 | École élémentaire                 | École élémentaire                 | École élémentaire                 | École élémentaire                 | École élémentaire                 | École élémentaire          | École élémentaire          | École secondaire           | École secondaire            | École secondaire            | École secondaire            |    |
| Nouveau-Brunswick (anglais)  |            |            | Mat.                              | École élémentaire                 | École élémentaire                 | École élémentaire                 | École élémentaire                 | École élémentaire                 | École intermédiaire               | École intermédiaire        | École intermédiaire        | École secondaire           | École secondaire            | École secondaire            | École secondaire            |    |
| Nouvelle-Écosse              |            |            | École élémentaire (maternelle-6e) | École élémentaire (maternelle-6e) | École élémentaire (maternelle-6e) | École élémentaire (maternelle-6e) | École élémentaire (maternelle-6e) | École élémentaire (maternelle-6e) | École élémentaire (maternelle-6e) | École secondaire 1er cycle | École secondaire 1er cycle | École secondaire 1er cycle | École secondaire 2e cycle   | École secondaire 2e cycle   | École secondaire 2e cycle   |    |
| Île-du-Prince-Édouard        |            |            | Mat.                              | École élémentaire                 | École élémentaire                 | École élémentaire                 | École élémentaire                 | École élémentaire                 | École élémentaire                 | École intermédiaire        | École intermédiaire        | École intermédiaire        | École secondaire 2e cycle   | École secondaire 2e cycle   | École secondaire 2e cycle   |    |
| Terre-Neuve-et-Labrador      |            |            | Mat.                              | École primaire                    | École primaire                    | École primaire                    | École élémentaire                 | École élémentaire                 | École élémentaire                 | École intermédiaire        | École intermédiaire        | École intermédiaire        | Secondaire 2e cycle (I-III) | Secondaire 2e cycle (I-III) | Secondaire 2e cycle (I-III) |    |
| Québec                       | Pré-mat.   | Pré-mat.   | Mat.                              | École primaire                    | École primaire                    | École primaire                    | École primaire                    | École primaire                    | École primaire                    | Secondaire 1 à 5           | Secondaire 1 à 5           | Secondaire 1 à 5           | Secondaire 1 à 5            | Secondaire 1 à 5            |                             |    |
| États-Unis                   | Pré-mat.   | Pré-mat.   | Mat.                              | École élémentaire                 | École élémentaire                 | École élémentaire                 | École élémentaire                 | École élémentaire                 | École élémentaire                 | École secondaire           | École secondaire           | École secondaire           | École secondaire            | École secondaire            | École secondaire            |    |
| France                       | Maternelle | Maternelle | Maternelle                        | École élémentaire                 | École élémentaire                 | École élémentaire                 | École élémentaire                 | École élémentaire                 | Collège                           | Collège                    | Collège                    | Collège                    | Lycée                       | Lycée                       | Lycée                       |    |

L'éducation dure de la maternelle à la douzième année. La maternelle est normalement donnée dans l'école élémentaire. Au secteur francophone, les élèves fréquentent en général le même établissement, soit l'école élémentaire, de la maternelle à la huitième année, avant de se rendre à l'école secondaire, qui offre les cours de la neuvième à la douzième année ; d'autres cheminements sont possibles selon les localités, et il y a des écoles offrant des cours de la maternelle à la 5e année, de la maternelle à la 12e année, de la 6e à la 8e année et de la 6e à la 12e année. Au secteur anglophone, les élèves fréquentent généralement le même établissement élémentaire de la maternelle à la 5e année, se rendent ensuite à l'école intermédiaire, de la 6e à la 8e année et fréquentent finalement l'école secondaire, de la 9e à la 12e année ; là aussi d'autres cheminements sont possibles et il y a des écoles offrant des cours de la maternelle à la 8e année, de la maternelle à la 12e année et de la 6e à la 12e année.

## Districts scolaires

### Districts francophones
- Francophone Nord-Est : Tracadie-Sheila ;
- Francophone Nord-Ouest : Edmundston ;
- Francophone Sud : Dieppe.

### Districts anglophones
- Anglophone North : Miramichi ;
- Anglophone South : Saint-Jean ;
- Anglophone East : Moncton ;
- Anglophone West : Fredericton.